# Shahmukhi
L'alphabet shahmukhi est une adaptation de l'alphabet perso-arabe destinée à écrire le pendjabi. Il s'écrit de droite à gauche. Son nom signifie littéralement « la bouche du roi ».

## Alphabet et translittération
| Nom | Nom      | Phon. | Nom | Nom   | Phon. | Nom | Nom | Phon.         | Nom | Nom    | Phon. | Nom | Nom   | Phon. |
| --- | -------- | ----- | --- | ----- | ----- | --- | --- | ------------- | --- | ------ | ----- | --- | ----- | ----- |
| ا   | alif     | –     | ب   | be    | ba    | پ   | pe  | pa            | ت   | te     | ta    | ٹ   | ṭe    | ʈa    |
| ث   | se       | sa    | ج   | gim   | ga    | چ   | ce  | t͡ʃa           | ح   | he     | ha    | خ   | xe    | xa    |
| د   | dal      | da    | ڈ   | ḍal   | ɖa    | ذ   | zal | za            | ر   | re     | ra    | ڑ   | ṛe    | ɽa    |
| ز   | ze       | za    | ژ   | je    | ʒa    | س   | sin | sa            | ش   | shin   | ʃa    | ص   | sad   | sa    |
| ض   | zad      | za    | ط   | ta    | ta    | ظ   | za  | za            | ع   | ain    | '     | غ   | ghain | ɣa    |
| ف   | fe       | fa    | ک   | kaf   | ka    | ق   | qaf | ka            | گ   | gaf    | ga    | ل   | lam   | la    |
| م   | mim      | ma    | ن   | nun   | na    | و   | waw | wa, va, o, u: | ہ   | eta he | ha    | ء   | e     |       |
| ی   | granda i | i:    | ے   | eta i | i)    |     |     |               |     |        |       |     |       |       |

## Comparaison shahmukhi-gurmukhi
Le pendjabi peut également s'écrire avec la gurmukhi (« la bouche du guru »), un alphasyllabaire d'origine indienne, utilisé notamment par les Sikhs, qui s'écrit de gauche à droite. Ci-dessous la comparaison entre les deux écritures :

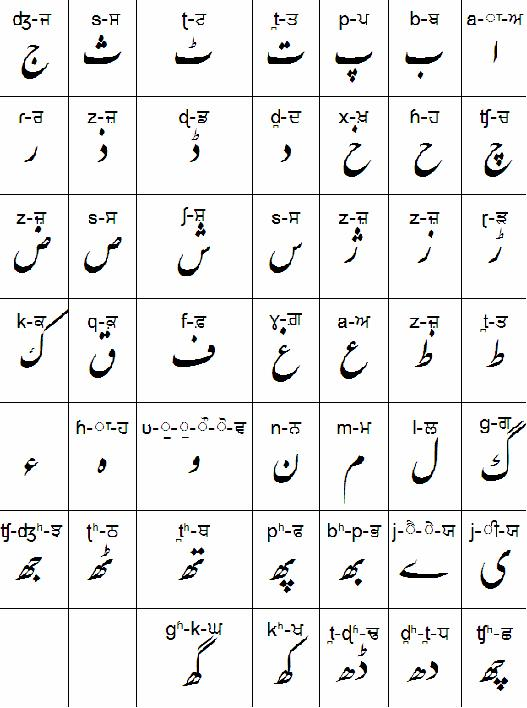